# John Wood (ator)
John Wood (Derbyshire, 5 de julho de 1930 — Gloucestershire, 6 de agosto de 2011) foi um ator inglês.
Ator e produtor de peças amadoras quando era estudante no "Jesus College in the University of Oxford of Queen Elizabeth's Foundation". Neste período, também foi presidente da "Oxford University Dramatic Society", entidade que financiava o teatro universitário em Oxford.
Iniciou a carreira de ator no teatro, notabilizando-se, ao longo de sua vida, com inúmeras performances no universo Shakespeariano.
Na década de 1950, começou a trabalhar em filmes e séries para a televisão e no início da década de 1960, começou a atuar no cinema. Seu primeiro grande papel (quando seu nome foi adicionado aos créditos) foi em "Two-Way Stretch", trabalhando ao lado de Peter Sellers. No cinema atuou tanto na Inglaterra como em Hollywood, em filmes como: One More Time, Which Way to the Front? (ambos dirigidos por Jerry Lewis), WarGames, The Purple Rose of Cairo, Ladyhawke, The Body, entre outros.
Em 1976, ganhou um Tony Award e em 2007 foi condecorado com a Ordem do Império Britânico.